# Xinzheng
Xinzheng (chiń. 新郑; pinyin Xīnzhèng) – miasto na prawach powiatu w środkowych Chinach, w prowincji Henan, w prefekturze miejskiej Zhengzhou. W 1999 roku liczba mieszkańców miasta wynosiła 608 567.
W 1977 roku na terenie miasta archeolodzy odnaleźli grupę neolitycznych osad (tzw. kultura Peiligang) z okresu VI-V tysiąclecia p.n.e.
W mieście urodził się poeta z czasów dynastii Tang Bai Juyi i mistrz chan Nanquan Puyuan.